# Lasse Norman Leth
Lasse Norman Leth (nato Hansen; Faaborg, 11 febbraio 1992) è un pistard e ciclista su strada danese che corre per il Team CO:PLAY-Giant Store. Specialista della pista, ha vinto due medaglie d'oro olimpiche, nell'omnium a Londra 2012 e nell'americana a Tokyo 2020, e quattro titoli mondiali, due nell'inseguimento a squadre e due nell'americana. Professionista su strada dal 2014, ha vinto due tappe al Giro di Danimarca.

## Biografia
Nel novembre 2022 sposa la collega e connazionale Julie Leth; dalla stagione 2023 gareggia ufficialmente come "Lasse Norman Leth".

## Palmarès

### Pista
- 2008 (Juniores)

Campionati danesi, Scratch Juniores
Campionati danesi, Inseguimento individuale Juniores
- 2009 (Juniores)

Campionati danesi, Inseguimento a squadre Juniores (con Simon Bigum, Anders Damgaard Christiansen e Matias Greve)
Campionati danesi, Scratch Juniores
Campionati danesi, Corsa a punti Juniores
Campionati danesi, Chilometro da fermo Juniores
- 2010

Campionati danesi, Inseguimento a squadre Juniores (con Simon Bigum, Matias Greve e Daniel Mielke)
Campionati del mondo, Inseguimento individuale Juniores
Campionati danesi, Omnium
Campionati danesi, Chilometro da fermo
- 2011

Sei giorni di Copenaghen Under-23
Campionati danesi, Inseguimento individuale
Campionati danesi, Corsa a punti
Campionati danesi, Chilometro da fermo
- 2012

Giochi olimpici, Omnium
2ª prova Coppa del mondo 2012-2013, Inseguimento a squadre (Glasgow, con Casper von Folsach, Mathias Møller Nielsen e Rasmus Christian Quaade)
2ª prova Coppa del mondo 2012-2013, Inseguimento individuale (Glasgow)
- 2013

Classifica finale Coppa del mondo 2012-2013, Inseguimento individuale
Sei giorni di Copenaghen (con Michael Mørkøv)
Sei giorni delle Rose, Corsa a punti
- 2015

2ª prova Coppa del mondo 2015-2016, Omnium (Cambridge)
- 2017

Sei giorni di Copenaghen (con Michael Mørkøv)
- 2018

Trois Jours d'Aigle, Americana (con Julius Johansen)
1ª prova Coppa del mondo 2018-2019, Inseguimento a squadre (Saint-Quentin-en-Yvelines, con Casper von Folsach, Julius Johansen e Rasmus Pedersen)
1ª prova Coppa del mondo 2018-2019, Americana (Saint-Quentin-en-Yvelines, con Michael Mørkøv)
2ª prova Coppa del mondo 2018-2019, Inseguimento a squadre (Milton, con Casper von Folsach, Julius Johansen e Rasmus Pedersen)
Campionati danesi, Corsa a punti
3ª prova Coppa del mondo 2018-2019, Americana (Berlino, con Casper von Folsach)
Campionati danesi, Omnium
- 2019

Campionati danesi, Corsa a punti
Dublin International, Americana (Dublino, con Niklas Larsen)
Grand Prix Mesta Prešov, Americana (Prešov, con Niklas Larsen)
Grand Prix Prostějov, Americana (Prostějov, con Niklas Larsen)
Campionati europei, Inseguimento a squadre (con Julius Johansen, Frederik Madsen e Rasmus Pedersen)
Campionati europei, Americana (con Michael Mørkøv)
Campionati danesi, Scratch
Campionati danesi, Omnium
1ª prova Coppa del mondo 2019-2020, Inseguimento a squadre (Minsk, con Julius Johansen, Frederik Madsen e Rasmus Pedersen)
1ª prova Coppa del mondo 2019-2020, Americana (Minsk, con Michael Mørkøv)
2ª prova Coppa del mondo 2019-2020, Inseguimento a squadre (Glasgow, con Julius Johansen, Frederik Madsen e Rasmus Pedersen)
Campionati danesi, Americana (con Matias Malmberg)
- 2020

Campionati del mondo, Inseguimento a squadre (con Julius Johansen, Frederik Madsen e Rasmus Pedersen)
Campionati del mondo, Americana (con Michael Mørkøv)
- 2021

Campionati danesi, Corsa a punti
Giochi olimpici, Americana (con Michael Mørkøv)
Campionati del mondo, Americana (con Michael Mørkøv)
3-Days DBC Race Ballerup, Americana (con Michael Mørkøv)
- 2022

Campionati danesi, Corsa a punti
Grand Prix Odense (con Tobias Hansen)
- 2023

Sommer Grand Prix, Americana (con Theodor Storm)
Niels Fredborgs Aeresløb, Americana (con Theodor Storm)
- 2025

Campionati europei, Inseguimento a squadre

### Strada
- 2009 (Juniores)

Sjællandsmesterskab
Prologo Youth Tour (Karlslunde, cronometro)
2ª tappa Youth Tour (Tølløse, cronometro)
Campionati danesi, Prova a cronomentro Juniores
Campionati danesi, Prova in linea Juniores
Classifica generale Niedersachsen-Rundfahrt
- 2010 (Juniores)

1ª tappa Tour de Himmelfart
3ª tappa Tour du Pays de Vaud (La Chaux > Aubonne)
Classifica generale Tour du Pays de Vaud
Campionati danesi, Prova a cronometro Juniores
1ª tappa Grand Prix Rüebliland (Schlossrued > Schlossrued)
3ª tappa Grand Prix Rüebliland (Rheinsulz > Münchwilen, cronometro)
- 2011 (Team Concordia Forsikring-Himmerland)

Campionati danesi, Prova in linea Under-23
2ª tappa Coupe des Nations Ville de Saguenay (La Baie > La Baie)
- 2012 (Blue Water Cycling)

7ª tappa Rás Tailteann (Donegal > Cootehill)
- 2013 (Blue Water Cycling)

Grand Prix Herning
Rund um den Finanzplatz Eschborn-Frankfurt Under-23
2ª tappa Tour de Berlin (Baruth/Mark > Baruth/Mark)
Campionati danesi, Prova in linea Under-23
Campionati danesi, Prova a cronometro Under-23
- 2015 (Team Cannondale-Garmin, una vittoria)

5ª tappa Tour of Alberta (Edson > Spruce Grove)
- 2018 (Aqua Blue Sport, due vittorie)

1ª tappa Herald Sun Tour (Colac > Warrnambool)
1ª tappa Giro di Danimarca (Aalborg > Aalborg)
- 2019 (Corendon-Circus, una vittoria)

3ª tappa Giro di Danimarca (Holstebro > Vejle)
- 2024 (Team CO:PLAY-Giant Store, una vittoria)

Fyen Rundt

#### Altri successi
- 2017 (Aqua Blue Sport)

Classifica scalatori Giro di Svizzera

## Piazzamenti

### Grandi Giri
- Vuelta a España

2017: 139º

### Classiche monumento
- Milano-Sanremo

2015: 95º
- Giro delle Fiandre

2015: 112º
2019: ritirato
- Parigi-Roubaix

2014: ritirato
2015: ritirato
2022: 93º
- Liegi-Bastogne-Liegi

2018: ritirato

### Competizioni mondiali
- Campionati del mondo su pista

Copenaghen 2010 - Inseguimento individuale: 8º
Montichiari 2010 - Inseg. ind. Juniores: vincitore
Apeldoorn 2011 - Inseguimento a squadre: 9º
Apeldoorn 2011 - Omnium: 11º
Melbourne 2012 - Americana: 14º
Melbourne 2012 - Inseguimento a squadre: 7º
Melbourne 2012 - Omnium: 3º
Minsk 2013 - Omnium: 2º
Minsk 2013 - Inseguimento a squadre: 3º
Cali 2014 - Inseguimento a squadre: 2º
Cali 2014 - Corsa a punti: ritirato
Londra 2016 - Omnium: 5º
Londra 2016 - Inseguimento a squadre: 3º
Pruszków 2019 - Inseguimento a squadre: 3º
Pruszków 2019 - Americana: 2º
Berlino 2020 - Inseguimento a squadre: vincitore
Berlino 2020 - Omnium: 8º
Berlino 2020 - Americana: vincitore
Roubaix 2021 - Americana: vincitore
Saint-Quentin-en-Yv. 2022 - Inseguimento a squadre: 3º
Glasgow 2023 - Inseguimento a squadre: vincitore
- Campionati del mondo su strada

Mosca 2009 - Cronometro Juniores: 3º
Offida 2010 - Cronometro Juniores: 27º
Limburgo 2012 - Cronometro Under-23: 4º
Toscana 2013 - Cronometro Under-23: 3º
Ponferrada 2014 - Cronometro Elite: 53º
Bergen 2017 - Cronometro Elite: 34º
- Giochi olimpici

Londra 2012 - Omnium: vincitore
Londra 2012 - Inseguimento a squadre: 5º
Rio de Janeiro 2016 - Inseguimento a squadre: 3º
Rio de Janeiro 2016 - Omnium: 3º
Tokyo 2020 - Inseguimento a squadre: 2º
Tokyo 2020 - Americana: vincitore

### Competizioni continentali
- Campionati europei su strada

Goes 2012 - In linea Under-23: ritirato
Goes 2012 - Cronometro Under-23: 10º
Glasgow 2018 - In linea Elite: ritirato
Monaco di Baviera 2022 - In linea Elite: 38º
- Campionati europei su pista

Apeldoorn 2011 - Inseguimento a squadre: 2º
Grenchen 2015 - Inseguimento a squadre: 3º
Grenchen 2015 - Omnium: 2º
Apeldoorn 2019 - Omnium: 2º
Apeldoorn 2019 - Inseguimento a squadre: vincitore
Apeldoorn 2019 - Americana: vincitore
Heusden-Zolder 2025 - Inseguimento a squadre: vincitore